# Filago (Itàlia)
|  | Per a altres significats, vegeu «Filago». |

Filago (Filàg en dialecte de Bergamo, pronunciat Filàch) és un municipi (comune) dins la Província de Bèrgam a la regió de Lombardia a Itàlia. Es troba a 35 km al nord-est de Milà i a uns 12 km al sud-oest de Bergamo. El 31 de desembre de 2004 tenia 2.876 habitant i ocupava 5, km².
Filago termeneneja amb els municipis de Bonate Sotto, Bottanuco, Brembate, Capriate San Gervasio, Dalmine, Madone, Osio Sopra i Osio Sotto.

## Història
Durant l'Imperi de Roma es va desenvolupar el burg anomenat Marne la primera meció escrita del qual és de l'any 976. Va pertànyer a la República de Venècia des de 1428 que va permetre la reconstrucció del castell de Marne que pertanyia a la família dels Avogadro.
Amb el temps es desenvoluparen petits burgs com els de Rodi i Filago. Sembla que l'etimologia de Filago derivaria del llatí Finis Lacum (la fi del llac).
Hai una unica frazione: Marne.